# محسن ملکی
محسن ملکی زادهٔ ۱۱ اسفند ۱۳۴۸ در تهران. طراح گریم و چهره‌پرداز سینمای ایران است.
وی فعالیت هنری خود را از سوم دبستان در گروه پیشاهنگی آغاز کرد و از سال ۱۳۶۰ پس از گذراندن یک دوره آموزش بازیگری در یکی از کاخهای جوانان به فعالیت خود در زمینه بازیگری و گریم تئاتر ادامه داد و از سال ۱۳۶۶ هم‌زمان با دوران خدمت سربازی به شکل کاملاً حرفه‌ای زیر نظر استاد فرهنگ معیری کار گریم را دنبال کرد و تاکنون نیز به‌طور مستمر با بسیاری از پروژه‌های سینمایی و تلویزیونی همکاری دارد. از سال ۱۳۷۰ به عضویت انجمن چهره پردازان درآمده و از سال ۱۳۷۶ به عنوان عضو شورای مرکزی انجمن چهره پردازان خانه سینما انتخاب و پس از ۴ سال فعالیت در این شورا از سال ۱۳۸۰ الی ۱۳۸۶ به عنوان رئیس انجمن انتخاب و در این شورا فعالیت نمود؛ و همچنین از سال ۱۳۸۲ با اخذ مجوز رسمی از وزارت فرهنگ و ارشاد اسلامی به عنوان مدرس و مدیر مسئول آموزشگاه آزاد سینمایی تحت عنوان (صورتک) فعالیت آموزشی خود را آغاز و از سال ۱۳۸۴ به عنوان مدرس و عضو کمیته علمی تخصصی دانشگاه جامع علمی کاربردی در رشته گریم و ماسک مشغول تدریس شد. وی از سال ۱۳۹۰ الی ۱۳۹۵ به عنوان بازرس در انجمن صنفی مدیران آموزشگاه‌های آزاد سینمایی مشغول فعالیت شد و از سال ۱۳۹۷ پس از ۱۲ سال دوری از فعالیت‌های صنفی در خانه سینما، مجدد وارد هیئت مدیره انجمن چهره پردازان شد و هم اکنون بعنوان رئیس هیئت مدیره مشغول فعالیت می‌باشد.

## فعالیت‌ها

### سینما
| سال  | نام فیلم           | سمت                | کارگردان          | اکران      |
| ---- | ------------------ | ------------------ | ----------------- | ---------- |
| ۱۳۹۹ | تک تیرانداز        | طراح گریم          | علی غفاری         | ۱۴۰۰       |
| ۱۳۹۹ | سیاه باز           | طراح گریم          | حمید همتی         | ۱۴۰۰       |
| ۱۳۹۸ | وثیقه              | طراح گریم          | حسین قاسمی جامی   | ۱۴۰۰       |
| ۱۳۹۸ | زدو بند            | طراح گریم          | داود نوروزی       | ۱۴۰۰       |
| ۱۳۹۶ | آپاندیس (فیلم)     | طراح گریم          | حسین نمازی        | ۱۳۹۵       |
| ۱۳۹۵ | هشتگ (فیلم)        | بازیگر و طراح گریم | رحیم بهبودی فر    | ۴ مهر ۱۳۹۷ |
| ۲۰۱۳ | سرالقواربر         | طراح گریم          | د. علی حنون       | -          |
| ۱۳۹۰ | ۵...۱٫۲٫۳          | طراح گریم          | محمد معیری        | -          |
| ۱۳۹۰ | بی تابی بیتا       | طراح گریم          | مهرداد فرید       | -          |
| ۱۳۸۹ | بچه طهران          | طراح گریم          | کامبوزیا پرتوی    | -          |
| ۱۳۸۹ | شور شیرین          | طراح گریم          | جواد اردکانی      | -          |
| ۱۳۸۷ | خانواده ارنست      | طراح گریم          | محسن دامادی       | -          |
| ۱۳۸۷ | به کبودی یاس       | طراح گریم          | جواد اردکانی      | -          |
| ۱۳۸۶ | چشمک               | طراح گریم          | جهانگیر جهانگیری  | -          |
| ۱۳۸۶ | همخانه             | طراح گریم          | مهرداد فرید       | -          |
| ۱۳۸۶ | آتش سبز            | طراح گریم          | محمدرضا اصلانی    | -          |
| ۱۳۸۵ | آفتاب سرد          | طراح گریم          | مسعود تکاور       | -          |
| ۱۳۸۵ | مخمصه              | طراح گریم          | محمد علی سجادی    | -          |
| ۱۳۸۵ | مصائب دوشیزه       | طراح گریم          | مسعود اطیابی      | -          |
| ۱۳۸۵ | سبیل مردونه        | طراح گریم          | جواد اردکانی      | -          |
| ۱۳۸۴ | سرتو بدزد رفیق     | طراح گریم          | علی عبدالعلی زاده | -          |
| ۱۳۸۳ | قصه‌های زندگی       | طراح گریم          | حسن هدایت         | -          |
| ۱۳۸۳ | گرداب              | طراح گریم          | حسن هدایت         | -          |
| ۱۳۸۲ | پروانه‌ای در باد    | طراح گریم          | عباس رافعی        | -          |
| ۱۳۸۲ | عاشق مترسک         | طراح گریم          | مهدی نور بخش      | -          |
| ۱۳۷۹ | رای باز            | طراح گریم          | مهدی نور بخش      | -          |
| ۱۳۷۶ | دارا و ندار        | طراح گریم          | فریدون حسن پور    | -          |
| ۱۳۷۵ | روانی              | مجری گریم          | داریوش فرهنگ      | -          |
| ۱۳۷۴ | در انتظار صبح      | طراح گریم          | مجید جوانمرد      | -          |
| ۱۳۷۴ | تعطیلات تابستانی   | طراح گریم و بازیگر | فریدون حسن پور    | -          |
| ۱۳۷۳ | ستارگان خاک        | طراح گریم          | عزیزالله حمیدنژاد | -          |
| ۱۳۷۳ | دیدار در فلق       | مجری گریم          | محرم زینال زاده   | -          |
| ۱۳۷۲ | کودکانی از آب و گل | مجری گریم          | عطاءالله حیاتی    | -          |
| ۱۳۷۰ | لژیون              | مجری گریم          | سید ضیاءالدین دری | -          |
| ۱۳۷۰ | سه مرد عامی        | مجری گریم          | سیامک تقی پور     | -          |
| ۱۳۶۹ | افعی               | مجری گریم          | محمدرضا اعلامی    | -          |
| ۱۳۶۷ | آقای بخشدار        | مجری گریم          | خسرو معصومی       | -          |
| ۱۳۶۶ | بهترین بابای دنیا  | مجری گریم          | داریوش فرهنگ      | -          |

### تلویزیون
| سال       | نام فیلم                       | سمت       | کارگردان            |
| --------- | ------------------------------ | --------- | ------------------- |
| ۱۳۶۸      | اندیشمندان بزرگ جهان           | مجری گریم | محمد شولیزاده       |
| ۱۳۶۸      | سینه را به آتش بسپار           | مجری گریم | مجید بهشتی          |
| ۱۳۶۹      | دیداردرغبار                    | مجری گریم | ضیاء الدین دری      |
| ۱۳۷۱      | سرزمین من و نقابداران          | مجری گریم | مرتضی جعفری         |
| ۱۳۷۳      | نسیم                           | مجری گریم | ابوالقاسم معارفی    |
| ۱۳۷۴      | در پی فاخته                    | طراح گریم | مسعود آب پرور       |
| ۱۳۷۴      | ستاره قطبی                     | طراح گریم | مسعود آب پرور       |
| ۱۳۷۴      | در انتظار صبح                  | طراح گریم | مجید جوانمرد        |
| ۱۳۷۳      | آفتاب هدایت                    | طراح گریم | سعید مترصد          |
| ۱۳۷۴      | گروه نجات                      | طراح گریم | علی عبدالعلی زاده   |
| ۱۳۷۴      | خاطرات طویل                    | طراح گریم | فریدون حسن پور      |
| ۱۳۷۵      | ب مثل بهار                     | طراح گریم | مسعود شاه محمدی     |
| ۱۳۷۵      | بهار آسمانی                    | طراح گریم | مهدی نوربخش         |
| ۱۳۷۵      | قلب یخی                        | طراح گریم | مسعود رشیدی         |
| ۱۳۷۶      | قصه‌های رودخانه                 | طراح گریم | کمال تبریزی         |
| ۱۳۷۶      | خانه پدری                      | طراح گریم | فریدون حسن پور      |
| ۱۳۷۸      | خانه آرزوها                    | طراح گریم | حسین سهیلی زاده     |
| ۱۳۷۹      | دوقلوها                        | طراح گریم | حسین سهیلی زاده     |
| ۱۳۷۹      | رستوران خانوادگی               | طراح گریم | حسین سهیلی زاده     |
| ۱۳۸۳      | نسیم وصل (سریال)               | طراح گریم | محسن شهابی          |
| ۱۳۸۲      | آیه‌های زمینی (تله فیلم)        | طراح گریم | عباس رافعی          |
| ۱۳۸۴      | مخمصه (تله فیلم)               | طراح گریم | فرهاد آهی           |
| ۱۳۸۳      | نسیم شمال باد جنوب (تله فیلم)  | طراح گریم | محمد مهدی عسگرپور   |
| ۱۳۸۲      | من یک مستاجرم (سریال)          | طراح گریم | پریسا بخت آور       |
| ۱۳۸۳      | ظهر روز دهم (تله فیلم)         | طراح گریم | عباس رافعی          |
| ۱۳۸۳      | کابوس (تله فیلم)               | طراح گریم | رضا بهشتی           |
| ۱۳۸۴      | ملاقات در جاده (تله فیلم)      | طراح گریم | نعیم عطایی          |
| ۱۳۸۵      | قهوه اسپرسو (تله فیلم)         | طراح گریم | رضا بهشتی           |
| ۱۳۸۶      | روی خط صفر (تله فیلم)          | طراح گریم | آرش قادری           |
| ۱۳۸۶      | زندگی روی آسفالت (تله فیلم)    | طراح گریم | رضا ضیائی           |
| ۱۳۸۷      | واقعیت مجازی (تله فیلم)        | طراح گریم | رضا بهشتی           |
| ۱۳۸۷      | خاطرات فردا (تله فیلم)         | طراح گریم | حمیدرضا حافظی       |
| ۱۳۸۷      | جستجو گران (سریال)             | طراح گریم | محمد علی سجادی      |
| ۱۳۸۷      | کارآگاه علوی (سریال)           | طراح گریم | حسن هدایت           |
| ۱۳۸۸      | مرگ یک شاعر (تله فیلم)         | طراح گریم | حسن هدایت           |
| ۱۳۸۸      | ترانه پاییزی (تله فیلم)        | طراح گریم | بهمن زرین‌پور        |
| ۱۳۸۸      | گمشدگان (تله فیلم)             | طراح گریم | محمد رضا اعلامی     |
| ۱۳۸۸      | سرباز فراری (تله فیلم          | طراح گریم | آرش قادری           |
| ۱۳۸۸      | بی کسی (تله فیلم)              | طراح گریم | آرش قادری           |
| ۱۳۸۹      | قصه‌های خدا (همشهری) (تله فیلم) | طراح گریم | عطا ا… سلمانیان     |
| ۱۳۸۹      | قصه‌های خدا (نمایش) (تله فیلم)  | طراح گریم | شاهین بابا پور      |
| ۱۳۸۹      | روستای مرزی (تله فیلم)         | طراح گریم | منوچهر هادی         |
| ۱۳۸۹      | روز یلدا شب چله (تله فیلم)     | طراح گریم | مجید موسویان        |
| ۱۳۹۰      | مسافر باران (تله فیلم)         | طراح گریم | داریوش یاری         |
| ۱۳۹۰      | بن‌بست هوشنگ (تله فیلم)         | طراح گریم | شاهین بابا پور      |
| ۱۳۹۰      | رایزن عشق (تله فیلم)           | طراح گریم | جواد افشار          |
| ۱۳۹۰      | مارپیچ (تله فیلم)              | طراح گریم | جواد افشار          |
| ۱۳۹۰      | آبی آسمانی (تله فیلم           | طراح گریم | بهمن زرین‌پور        |
| ۱۳۹۰      | پاپوش (تله فیلم)               | طراح گریم | منوچهر هادی         |
| ۱۳۹۰      | پیر برنا (تله فیلم)            | طراح گریم | شاهین بابا پور      |
| ۱۳۹۰      | آواز مردمان خوب (تله فیلم)     | طراح گریم | صادق پروین آشتیانی  |
| ۱۳۹۰      | حریر و آتش (تله فیلم)          | طراح گریم | صادق پروین آشتیانی  |
| ۱۳۹۳      | آمین                           | طراح گریم | بهرنگ توفیقی        |
| ۱۳۹۳      | بندر عباس (تله فیلم)           | طراح گریم | شاهین باباپور       |
| ۱۳۹۹-۱۴۰۰ | روزهای آبی                     | طراح گریم | محمد رضا حاجی غلامی |

### نمایش خانگی
| سال  | نام فیلم                   | سمت                | کارگردان         |
| ---- | -------------------------- | ------------------ | ---------------- |
| ۱۳۹۷ | احضار (مجموعه نمایش خانگی) | طراح گریم اسپیشیال | رامین عباسی زاده |

### جشنواره‌ها و جوایز
- دریافت تندیس بهترین چهره پردازی در هفتمین جشن خانه سینما برای فیلم رای باز در سال ۱۳۸۱[نیازمند منبع]
- نامزد بهترین چهره پردازی در هشتمین جشن خانه سینما برای فیلم عاشق مترسک در سال ۱۳۸۲
- نامزد بهترین چهره پردازی در نهمین جشن خانه سینما برای فیلم گرداب در سال ۱۳۸۳
- نامزد سیمرغ بلورین در بیست و هفتمین جشنواره فیلم فجر برای فیلم آتش سبز در سال ۱۳۸۶
- نامزد بهترین چهره پردازی در یازدهمین جشن حافظ (دنیای تصویر) برای فیلم آتش سبز در سال ۱۳۸۹